# Gromadzki
Gromadzki (Łabędź Odmienny I) – polski herb szlachecki z nobilitacji, odmiana herbu Łabędź.

## Opis herbu
W polu błękitnym łabędź srebrny, kroczący. 

## Najwcześniejsze wzmianki
Nadany Pawłowi Gromadzkiemu 9 listopada 1550.

## Herbowni
Gromadzki.